# 蘇格哈德
35°57′23″N 1°14′53″E / 35.95639°N 1.24806°E

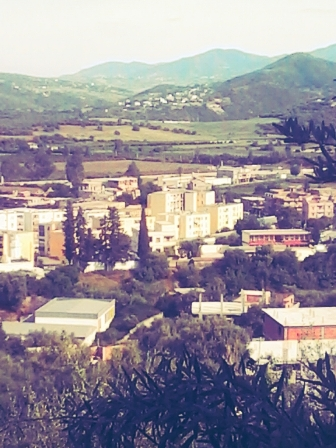
蘇格哈德

蘇格哈德（阿拉伯语：‎），是阿爾及利亞的城鎮，位於該國西北部埃利贊省，由拉姆卡區負責管轄，面積51平方公里，2008年人口30,744，人口密度每平方公里606人。